# Anselm Thürwächter
Anselm Thürwächter (* 23. November 1929 in Weimar) ist ein deutscher Architekt, dessen Bauten vornehmlich in Frankfurt am Main realisiert wurden.

## Leben
Anselm Thürwächter studierte nach dem Zweiten Weltkrieg Architektur an der Technischen Universität Berlin. Danach arbeitete er in Frankfurt zunächst im Büro der Architekten Max Meid & Helmut Romeick, später für Alois Giefer und Hermann Mäckler. Er nahm am städtebaulichen Wettbewerb für die Frankfurter Nordweststadt teil. 1960 gründete er mit seinen Kollegen Wolfgang Bartsch und Hans Weber sein eigenes Büro. Es plante verschiedene Gebäude in der Nordweststadt. In dem internationalen Wettbewerb für das Dom-Römer-Areal im Jahr 1963 erhielt ihr Entwurf den ersten Preis. Ab 1972 wurde nach ihren Plänen das Technische Rathaus errichtet. Für mehrere Stationen der U-Bahn-Strecke B übernahm Thürwächter 1980 zusammen mit Meid & Romeick die Ausgestaltung.

## Mitgliedschaften
Anselm Thürwächter ist Mitglied im Bund Deutscher Architekten.

## Werk (Auswahl)
- Heinrich-Kromer-Schule, Frankfurt-Niederursel, 1964–1965
- Technisches Rathaus, Frankfurt-Altstadt, 1972–1974